# Augusztusz
Az Augusztusz latin eredetű férfinév, jelentése: fennkölt, magasztos.

## Rokon nevek
Ágost, Ágoston
- Auguszt:[1] az Augusztusz rövidült változata.

## Gyakorisága
Az 1990-es években szórványosan fordult elő, a 2000-es években nem szerepel a 100 leggyakoribb férfinév között.
Auguszt keresztnév Magyarországon, 2013 óta adható.

## Névnapok
- augusztus 3.[2]
- augusztus 8.[2]

## Idegen nyelvi változatok
- August, Augustin

## Híres Augusztok, Augusztuszok
- „Augusztusz” utónevű személyek szócikkeinek listája a Wikidata alapján
- „August” utónevű személyek szócikkeinek listája a Wikidata alapján
- „Augustin” utónevű személyek szócikkeinek listája a Wikidata alapján